# 电脑诈骗
电脑诈骗（英語：Computer fraud）为电脑犯罪的一个分支，是非法使用计算机获取或篡改电子数据或非法使用计算机或系统的行为。美国《计算机欺诈和滥用法》禁止电脑诈骗行为，该法案将美国实际管辖区域内的电脑诈骗行为定为刑事犯罪，《日本刑法》的类似罪名为“电子计算机使用诈欺罪”（日语：／）。
以下是几个电脑诈骗类型：
- 散发恶作剧电子邮件
- 侵入未经授权的计算机
- 利用间谍软件和恶意软件进行数据挖掘
- 侵入计算机系统盗窃个人信息，例如信用卡或社会安全号码
- 散发计算机病毒或蠕虫以破坏任意对象的计算机或操作系统[4]

钓鱼攻击、社会工程、电脑病毒和阻斷服務攻擊也常用于破坏服务或侵入他人网络的策略，惟本条目未予收录。

## 知名事件

### 梅丽莎病毒/蠕虫
1999年3月26日，数千个电邮出现了梅丽莎病毒。该病毒伪装成来自同事或朋友的重要信息。该病毒将病毒电子邮件发送到用户Microsoft Outlook通讯簿上的前50个电子邮件地址，以此类推。该病毒的扩散呈指数级，严重破坏了公共通信和服务。许多系统管理员被迫切断计算机与互联网的连接。由于病毒大楼释放电子邮件，微软、英特尔、洛克希德·马丁和朗讯等公司被迫关闭其电子邮件网关。
经过多个政府部门和执法部门的调查，梅丽莎病毒的始作俑者北确认为32岁的新泽西州程序员大卫·史密斯，他最终被指控涉嫌计算机欺诈罪。史密斯是第一个约编写病毒被起诉的人。最终史密斯被判处20个月徒刑，并处罚金5000美元。此外，他还被要求在刑满释放后接受三年监督。新泽西州警察高科技犯罪部门、联邦调查局、司法部计算机犯罪和知识产权科以及国防刑事调查局的成员参与了调查。